# Championnat d'Arménie de football 2002
Navigation
Saison précédente Saison suivante
La saison 2002 du Championnat d'Arménie de football était la 11e édition de la première division arménienne, la Premier-Liga. Les douze meilleurs clubs du pays sont réunis au sein d'une poule unique où ils s'affrontent deux fois au cours de la saison, à domicile et à l'extérieur. À la fin de la saison, le dernier du classement est relégué en Second-Liga, la deuxième division arménienne.
Le Pyunik Erevan, tenant du titre, remporte à nouveau le championnat en terminant en tête du classement, avec 8 points d'avance sur le Shirak FC Giumri et 9 sur le Banants Erevan. Il s'agit du 5e titre de champion d'Arménie de l'histoire du Pyunik, qui réussit le doublé en battant le Zvartnots Erevan en finale de la Coupe d'Arménie.
Une nouvelle fois, l'avant-saison est marquée par le forfait d'un des participants au championnat. C'est cette saison le club promu de deuxième division, le Malatia Erevan, qui renonce à s'aligner et permet le repêchage du club relégué la saison dernière, le Lori Vanadzor.

## Les 12 clubs participants
| - Banants Erevan - Ararat Erevan - Dinamo-2000 Erevan - Lori Vanadzor - Repêché de Second Liga - Kotayk Abovian - Spartak Erevan | - Shirak FC Giumri - Zvartnots Erevan - Mika Ashtarak - Lernagorts Kapan - Lernayin Artsakh Erevan - Pyunik Erevan |

## Compétition
Le barème de points servant à établir le classement se décompose ainsi :
- Victoire : 3 points
- Match nul : 1 point
- Défaite : 0 point

### Classement
| Rang | Équipe                  | Pts | J  | G  | N | P  | Bp | Bc  | Diff |
| ---- | ----------------------- | --- | -- | -- | - | -- | -- | --- | ---- |
| 1    | Pyunik Erevan T C       | 59  | 22 | 19 | 2 | 1  | 85 | 14  | +71  |
| 2    | Shirak FC Giumri        | 51  | 22 | 16 | 3 | 3  | 49 | 15  | +34  |
| 3    | Banants Erevan          | 50  | 22 | 16 | 2 | 4  | 43 | 15  | +28  |
| 4    | Spartak Erevan          | 49  | 22 | 15 | 4 | 3  | 58 | 16  | +42  |
| 5    | Ararat Erevan           | 33  | 22 | 9  | 6 | 7  | 39 | 22  | +17  |
| 6    | Mika Ashtarak           | 33  | 22 | 9  | 6 | 7  | 35 | 28  | +7   |
| 7    | Zvartnots Erevan        | 32  | 22 | 10 | 2 | 10 | 57 | 29  | +28  |
| 8    | Lernagorts Kapan        | 23  | 22 | 6  | 5 | 11 | 21 | 43  | -22  |
| 9    | Lernayin Artsakh Erevan | 17  | 22 | 5  | 2 | 15 | 21 | 52  | -31  |
| 10   | Dinamo-2000 Erevan      | 12  | 22 | 3  | 3 | 16 | 19 | 63  | -44  |
| 11   | Kotayk Abovian          | 11  | 22 | 2  | 5 | 15 | 17 | 62  | -45  |
| 12   | Lori Vanadzor           | 5   | 22 | 1  | 2 | 19 | 15 | 100 | -85  |

|  | Qualification pour la Ligue des champions 2003-2004                        |
|  | Qualification pour la Coupe UEFA 2003-2004                                 |
|  | Qualification pour la Coupe UEFA 2002-2003                                 |
|  | Qualification pour la Coupe Intertoto 2003                                 |
|  | Relégation directe en Second-Liga                                          |
|  | T Tenant du titre C Vainqueur de la Coupe d'Arménie P Promu de Second-Liga |

## Bilan de la saison
| Championnat d'Arménie de football 2002 |                          |
| Champion                               | Pyunik Erevan (5e titre) |
| Coupes et trophées                     |                          |
| Vainqueur de la Coupe d'Arménie 2002   | Pyunik Erevan            |
| Qualifications continentales           |                          |
| Ligue des champions 2003-2004          | Pyunik Erevan            |
| Coupe UEFA 2002-2003                   | Zvarnots Erevan          |
| Coupe UEFA 2003-2004                   | Shirak FC Giumri         |
| Coupe Intertoto 2003                   | Banants Erevan           |
| Promotions et relégations              |                          |
| Promus en Premier-Liga                 | FC Armavir               |
| Relégués en Second-Liga                | Lori Vanadzor            |